# Monstera xanthospatha
Monstera xanthospatha — вид квіткових рослин з родини кліщинцевих (Araceae).

## Розповсюдження
Місцем проживання цього виду є Колумбія. Ця витка рослина росте переважно у вологому тропічному біомі.